# Lophiostomataceae
Lophiostomataceae é uma família de fungos da ordem Pleosporales. Os taxa incluídos nesta família têm distribuição cosmopolita, especialmente nas regiões temperadas. São em geral sapróbicos ou necrotróficos sobre ramos lenhosos ou herbáceos.